# Rudilla
Rudilla es una pedanía del municipio de Huesa del Común, en la provincia de Teruel, comunidad autónoma de Aragón, en España.

## Geografía humana

### Demografía
| Gráfica de evolución demográfica de Rudilla entre 1842 y 1970 |
| |
| Población de derecho según los censos de población del INE Población de hecho según los censos de población del INEEntre el censo de 1981 y el anterior, este municipio desaparece porque se integra en el municipio 44125 (Huesa del Común) |

## Monumentos
El monumento más destacado es la iglesia de San Pedro Apóstol.

## Fiestas
Las fiestas patronales en honor a la "Virgen del Rosario" y de "Santa Barbara" se celebran en el mes de agosto.